# 托克隆監獄
阿拉瓜監獄（西班牙語：Centro Penitenciario de Aragua），通称托克隆监狱（西班牙語：Tocorón），是一座位於南美洲国家委内瑞拉阿拉瓜州的监狱。

## 概况
阿拉瓜監獄由委内瑞拉政府始建于1982年，当时设定的監獄容量为750人。
由于关押众多黑帮成员，阿拉瓜监狱人满为患，2014年就关押了超过7,000名受刑人。加之委内瑞拉政府疏于管理，监狱行政长期被阿拉瓜火车等黑帮把持，他们持有枪支弹药，时常在狱中火拼，并以此为基地组织了在南美洲多个国家发生的罪案。
阿拉瓜火车的头目埃克托·格雷罗·弗洛雷斯曾于2010年首次因贩毒、杀人和抢劫罪进入阿拉瓜监狱服刑，2012年越狱但随后又被抓获，回到该监狱，2018年，格雷罗因杀人、贩毒、盗窃身份和藏匿战争武器等罪名获判17年监禁，其后长期在当地服刑，在服刑期间，阿拉瓜火车驱逐狱警，夺取了该监狱的控制权，随后在狱内建立了赌场、夜店、游泳池以及动物园等娱乐设施，该黑帮的成员亦将监狱視為度假村，并将家人带到狱中或监狱附近生活。
2023年9月，委内瑞拉政府派出1.1万名军警突袭阿拉瓜监狱，查获了阿拉瓜火车所持有的大批槍械彈藥及比特幣挖礦機等用品，并将该监狱的受刑人转移至其他监狱。但长期控制监狱的黑帮头目埃克托·格雷罗·弗洛雷斯则在警方突袭前逃出监狱，遭到委内瑞拉等国警方通缉。而委内瑞拉政府也因为政策不透明以及对此监狱缺乏管理而受到批评。